# Fundul mării

Configurația reliefului submarin

Fundul mării este un termen general ce indică o porțiune vastă a scoarței terestre, deasupra căreia se găsesc apele unei mări sau ale unui ocean.
Fundul mărilor și oceanelor este foarte accidentat, cu denivelări chiar mai pronunțate decât cele de pe uscat. Pornind de la mal către adâncurile oceanelor se pot distinge următoarele forme de relief majore: platforma continentală, taluzul continental, piemontul continental și patul mării, care cuprinde câmpiile abisale și fosele abisale.
Aceste zone distincte ca adâncimi, pantă de înclinare și natură a depunerilor, au următoarele caracteristici:
- a) Platforma continentală sau șelful este acea parte a fundului mării cuprinsă între linia ce separă uscatul de mare și linia batimetrică de 200 m, având o pantă lină[2]. Reprezintă circa 10,9% din suprafața marginilor continentale, având o lățime medie de 78 km. Uneori, poate și lipsi după cum, în alte zone, poate ajunge și la 1500 km lățime, cu înclinări de sub 1°. Adâncimea variază între 20 - 500 m, având, în medie,133 m[3];
- b) Taluzul continental (denumit și regiune batială[4]) este cuprins între linia de unde adâncimile încep să crească brusc și până la adâncimi mai mari de 3.000 m[2]. Taluzul continental, denumit și abruptul continental sau povârnișul continental, face alături de zona de piemont racordul cu fundul oceanic. Acesta are înclinări de la 1°-2° (în dreptul estuarelor unor mari fluvii) până la 5°-6° (în zonele tectonic active) și o lățime medie de 20 km[3];
- c) Piemontul continental are lățimi de 100 - 1000 km și înclinări de 1% (0,5°). Taluzul continental și piemontul continental sunt străbătute de numeroase canioane submarine (comparabile cu albiile marilor fluvii continentale), terminate prin conuri bazinale. Ambele au un rol foarte important în procesele de distribuire a sedimentelor spre largul bazinelor marine și dezvoltarea litofaciesurilor[5][3];
- d) Patul mării sau oceanului, care reprezintă zona cea mai întinsă a oceanului, asemănătoare unei câmpii vaste și relativ puțin accidentate. Fundul oceanului ocupă aproximativ 71% din suprafața planetei noastre, din care aproximativ 30% (122.000.000 km²) este ocupat de patul oceanului[2].
  - Câmpiile abisale se întind între 3000 și 6000 m și ocupă 77,1% din suprafața fundului Oceanului Planetar. Acestea sunt acoperite de un strat gros de mâl, de sute sau chiar mii de metri. Câmpiile abisale sunt străbătute de creste submarine, organizate în lanțuri muntoase submarine continui, prezente în toate oceanele. Aceste creste sunt situate cel mai adesea în porțiunile mediane ale bazinelor oceanice, purtând numele de dorsale medio-oceanice, și sunt active din punct de vedere seismic. Partea centrală a dorsalelor este străbătută de o mare fractură, cu adâncimi până la 2000 m față de crestele laterale, numită vale de rift.[1]
  - Fosele abisale se prezintă ca niște jgheaburi adânci de până la 11.000 m, ce au în medie cam 1000 km lungime și doar 50-100km lățime în partea superioară și cel mult 10 km în cea inferioară. Fosele oceanice ocupă aproape întotdeauna marginile oceanelor și prezintă pante foarte abrupte. Acestea sunt foarte numeroase în Pacificul de Vest (Groapa Marianelor, fosa Filipinelor, fosa Japoniei, fosa Kurilelor, fosa Aleutinelor, fosa Tonga, fosa Kermadec etc.). Fosele sunt foarte active din punct de vedere seismic.[1]